# Asselersand
Der Asselersand (auch Asseler Sand) ist eine ehemalige Binneninsel auf der niedersächsischen Seite der Unterelbe im Kehdinger Land, nahe Drochtersen im Landkreis Stade.

## Lage
Der Asseler Sand wird auf der Nordostseite begrenzt von der Schwarztonnensander Nebenelbe, auf der Südseite (Außendeichs) von der Barnkruger Süderelbe und auf der Westseite vom Ruthenstrom, der neben der Entwässerung als Zufahrt für Sportboote zum Asseler Hafen dient. An der Ostspitze des Sandes dient das Barnkruger Loch als Wasserverbindung zwischen dem Hafen von Barnkrug und der Schwarztonnensander Nebenelbe. Im Ruthenstrom befindet sich in der Linie des in den 1970er Jahren errichteten Landesschutzdeiches das Ruthenstromsperrwerk, das dem Hochwasserschutz dient.

## Naturschutz
Der 632 Hektar große Asselersand ist seit dem 16. August 1988 Naturschutzgebiet. Durch den quer über das Gebiet verlaufenden Deich wird die Fläche unterteilt in eine Vor- und eine Binnendeichsfläche. Bei den durch Überschwemmungen beeinflussten Flächen des Vordeichlandes handelt es sich um ein mit Gräben und Prielen durchzogenes, weiträumiges Marschengrünland. An vielen Stellen sind Röhrichte den Grünländereien vorgelagert. Es wird überwiegend extensiv als Weide und Mähweide genutzt. Binnendeichs erstreckt sich landwirtschaftlich intensiv genutztes Grünland aus Weideland und Obstplantagen.
Das Gebiet dient als Rastplatz für zahlreiche Zugvogelarten auf dem Weg in ihre skandinavischen Brutreviere. Es ist daher als international bedeutendes Rastgebiet für Zugvögel nach der EU-Vogelschutzrichtlinie geschützt. Als Schutzzweck wird „die Erhaltung und Entwicklung des Asselersandes als Teil des Feuchtgebietes internationaler Bedeutung … in seiner besonderen Bedeutung als Rastgebiet für Zugvögel sowie als Brutgebiet für Vögel des Grünlandes, der Gewässer und Röhrichte“ genannt. Hervorzuheben ist ferner das Vorkommen von Schachblumen und die herausragende Bedeutung als Brutgebiet für Wat- und Wasservögel.
Das Naturschutzgebiet trägt das Kennzeichen NSG LÜ 169.